# Watakushi-shōsetsu
 Watakushi-shōsetsu (私小説 o watashi-shōsetsu i shishōsetsu), o "novel·la del jo", és un gènere literari de la literatura japonesa que s'utilitza per descriure un tipus de literatura confessional on els esdeveniments de la història corresponen a esdeveniments de la vida de l'autor. Aquest gènere es va fundar a partir de la recepció japonesa del naturalisme durant el període Meiji, i més tard també va influir en la literatura d'altres països asiàtics. Aquest gènere de literatura reflecteix una major individualitat i un mètode d'escriptura menys limitat. Des dels seus inicis, la novel·la I ha estat un gènere que també pretén exposar aspectes de la societat o de la vida de l'autor.
Hi ha diverses normes generals per a la creació d'una watakushi-shōsetsu. La primera i més important és que el protagonista ha de ser el mateix autor, d'aquí que el gènere s'anomeni watakushi-shōsetsu que significa "novel·la del jo". A la llengua japonesa hi ha nombrosos termes per a referir-se al "jo", no obstant, en aquestes novel·les se sol utilitzar la forma "watashi". Les "novel·les del jo" tenen per objectiu representar el món des d'un punt de vista realista (d'aquí que se les vinculi al Naturalisme) i descriure perfectament experiències reals través del llenguatge. Per a atènyer aquests objectius fonamentals, els autors utilitzaven les seves pròpies vivències com a tema de la novel·la. En general, els autors d'aquestes novel·les tenien una bona formació literària i això es reflectia en les seves obres, farcides de referències. No obstant, el llenguatge utilitzat era bastant informal comparat amb els estils d'escriptura més formals, molt influïts per la literatura xinesa. 
Es creu que les primeres novel·les d'aquest gènere van ser Hakai (escrita per Shimazaki Tōson en 1906) i Futon (Katai Tayama, 1907). A Hakai, Toson descriu a un home pertanyent a un sector discriminat de la societat japonesa (burakumin) que decideix violar l'ordre del seu pare de no revelar el seu origen. A Futon, Tayama confessa la seva atracció cap a una alumna.
Entre els escriptors més notables del gènere es troben Naoya Shiga i Osamu Dazai.